# Ириэ, Сэна
Ириэ Сена (род. 9 октября 2000, Йонаго, Тоттори) — японская боксёрша. Чемпионка Олимпийских игр 2020 в Токио.

## Карьера
В 2018 году на молодёжном чемпионате мира по боксу среди девушек сумела завоевать бронзовую медаль.
На чемпионате мира в 2019 году, который состоялся в Улан-Удэ, японская спортсменка вышла в четвертьфинал в категории до 57 кг, где уступила филиппинской спортсменке Нести Петесио.
На национальном чемпионате Японии в декабре 2020 года она сумела выиграть и завоевать в спортивной борье право представлять Японию в отборочном турнире стран Азии. В марте 2021 года она дошла до финала и получила олимпийскую лицензию.
На Олимпийских играх в Токио, которые проходили летом 2021 года, японская спортсменка в весовой категории до 57 кг, начав турнир с самой ранней стадии, сумела дойти до финала, победив спортсменку из Великобритании Кэррисс Артингстолл. По ходу соревнования выбила из борьбы спортсменок из Сальвадора, Туниса и сильную румынскую боксёршу Марию Нечиту. В финале одержала победу над Нести Петесио и стала олимпийский чемпионкой.